# Aire urbaine de Saint-Jean-de-Maurienne
L'aire urbaine de Saint-Jean-de-Maurienne est une aire urbaine française centrée sur la ville de Saint-Jean-de-Maurienne.

## Caractéristiques
D'après la définition qu'en donne l'INSEE, l'aire urbaine de Saint-Jean-de-Maurienne est composée de 9 communes, situées dans la Savoie. Ses 13 295 habitants font d'elle la 329e aire urbaine de France.
2 communes de l'aire urbaine sont des pôles urbains.
Le tableau suivant détaille la répartition de l'aire urbaine sur le département (les pourcentages s'entendent en proportion du département) :
| Département | Communes | Communes (%) | Superficie (km²) | Superficie (%) | Population (1999) | Population (%) |
| ----------- | -------- | ------------ | ---------------- | -------------- | ----------------- | -------------- |
| Savoie      | 9        | 3,0          | 121,69           | 2,0            | 13 295            | 3,6            |

## Communes
Voici la liste des communes françaises de l'aire urbaine de Saint-Jean-de-Maurienne.
| Code INSEE | Commune                 | Type                  | Département | Superficie (km²) | Population (1999) | Densité (hab./km²) |
| ---------- | ----------------------- | --------------------- | ----------- | ---------------- | ----------------- | ------------------ |
| 73080      | Le Châtel               | Commune monopolarisée | Savoie      | +0015,31         | +00 000134,       | +0 0008,75         |
| 73135      | Hermillon               | Commune monopolarisée | Savoie      | +0014,06         | +00 000520,       | +00036,98          |
| 73138      | Jarrier                 | Commune monopolarisée | Savoie      | +0017,79         | +00 000450,       | +00025,3           |
| 73177      | Montvernier             | Commune monopolarisée | Savoie      | +0006,68         | +00 000136,       | +00020,36          |
| 73203      | Pontamafrey-Montpascal  | Commune monopolarisée | Savoie      | +0011,59         | +00 000350,       | +00030,2           |
| 73248      | Saint-Jean-de-Maurienne | Pôle urbain           | Savoie      | +0011,51         | +0 0008 902,      | +00773,41          |
| 73250      | Saint-Julien-Mont-Denis | Commune monopolarisée | Savoie      | +0033,04         | +0 0001 645,      | +00049,79          |
| 73267      | Saint-Pancrace          | Commune monopolarisée | Savoie      | +0005,59         | +00 000214,       | +00038,28          |
| 73320      | Villargondran           | Pôle urbain           | Savoie      | +0006,12         | +00 000944,       | +00154,25          |
|            | Total                   |                       |             | +0121,69         | +00013 295,       | +00109,25          |